# Фирсовский
Фирсовский — хутор в Урюпинском районе Волгоградской области России, в составе Салтынского сельского поселения.
Население — 187 (2010)

## История
Дата основания не установлена. Хутор входил в юрт станицы Михайловской Хопёрского округа Земли Войска Донского (с 1870 — Область Войска Донского). Согласно Списку населённых мест Земли Войска Донского по сведениям 1859 года на хутор проживало 205 мужчин и 185 женщин. К концу XIX века хутор был разделён на две части - верхнюю и нижнюю. Согласно переписи населения 1897 года в обеих частях хутора проживало 381 мужчина и 376 женщин, из них грамотных мужчин — 142, грамотных женщин — 12. Согласно алфавитному списку населённых мест Области Войска Донского 1915 года земельный надел хутор Верхне-Фирсова составлял 1985 десятин, Нижне-Фирсова - 1297 десятин, в верхней части проживало 270 мужчин и 272 женщины, в нижней - 172 мужчины и 175 женщин.
С 1928 года — в составе Новониколаевского района Хопёрского округа (упразднён в 1930 году) Нижне-Волжского края (с 1934 года — Сталинградского края). С 1935 года — в составе Хопёрского района Сталинградского края (с 1936 года Сталинградской области, с 1954 по 1957 год район входил в состав Балашовской области).
После войны колхоз хутора Фирсовского включен в состав укрупнённого колхоза имени Калинина (центральная усадьба - хутор Салтынский). В 1959 году хутор Фирсовский был передан в состав Урюпинского района.

## География
Хутор находится в степной местности, в пределах Хопёрско-Бузулукской равнины, являющейся южным окончанием Окско-Донской низменности, на левом берегу реки Салтынка (левый приток Хопра). Центр хутора расположен на высоте около 90 метров над уровнем моря. По берегам Салтынки - пойменные леса, долина реки заболочена. На противоположной берегу Салтынки расположен хутор Салтынский, севернее хутор Моховской. К востоку от хутора - поля. Почвы — чернозёмы обыкновенные.
Близ хутора проходит автодорога Урюпинск - Первомайский. По автомобильным дорогам расстояние до областного центра города Волгоград составляет 360 км, до районного центра города Урюпинска - 30 км.
Часовой пояс
Фирсовский, как и вся Волгоградская область, находится в часовой зоне МСК (московское время). Смещение применяемого времени относительно UTC составляет +3:00.

## Население
Динамика численности населения по годам:
| 1859 | 1873 | 1897 | 1915 | 1989 | 2002 |
| ---- | ---- | ---- | ---- | ---- | ---- |
| 390  | 439  | 757  | 639  | ≈380 | 194  |

| 2010 |
| ---- |
| 187  |